# Paul-Heinz Wellmann
Paul-Heinz Wellmann (né le 31 mars 1952 à Haiger) est un athlète allemand spécialiste du 1 500 mètres. 

## Carrière

### Palmarès
| Date | Compétition                    | Lieu            | Résultat | Épreuve     | Performance   |
| ---- | ------------------------------ | --------------- | -------- | ----------- | ------------- |
| 1970 | Championnats d'Europe juniors  | Paris-Colombes  | 2e       | 1 500 m     | 3 min 51 s 79 |
| 1971 | Championnats d'Europe en salle | Sofia           | 3e       | 4 x 800 m   | 7 min 25 s 0  |
| 1971 | Championnats d'Europe          | Helsinki        | 7e       | 1 500 m     | 3 min 40 s 9  |
| 1972 | Championnats d'Europe en salle | Grenoble        | 1er      | 4 x 4 tours | 6 min 26 s 4  |
| 1972 | Jeux olympiques d'été          | Munich          | 7e       | 1 500 m     | 3 min 40 s 1  |
| 1973 | Championnats d'Europe en salle | Rotterdam       | 1er      | 4 x 720 m   | 6 min 21 s 58 |
| 1974 | Championnats d'Europe          | Rome            | 7e       | 1 500 m     | 3 min 41 s 6  |
| 1976 | Championnats d'Europe en salle | Munich          | 1er      | 1 500 m     | 3 min 45 s 1  |
| 1976 | Jeux olympiques d'été          | Montréal        | 3e       | 1 500 m     | 3 min 39 s 33 |
| 1977 | Championnats d'Europe en salle | Saint-Sébastien | 2e       | 1 500 m     | 3 min 46 s 6  |

### Records
| Épreuve | Performance   | Lieu    | Date |
| ------- | ------------- | ------- | ---- |
| 1 500 m | 3 min 36 s 23 | Inconnu | 1976 |